# Eresia oblita
Eresia oblita är en fjärilsart som beskrevs av Otto Staudinger 1885. Eresia oblita ingår i släktet Eresia och familjen praktfjärilar. Inga underarter finns listade i Catalogue of Life.